# شاهدخت بدفورد
شاهدخت بدفورد (ایتالیایی: La principessina di Bedford) یک فیلم صامت ایتالیایی به کارگردانی روبرتو روبرتی و بیچه والریان است که در سال ۱۹۱۴ منتشر شد. از بازیگران این فیلم می‌توان به کلاودیا زامبوتا و بیچه والریان اشاره کرد.